# Advertencias por radiación a largo plazo

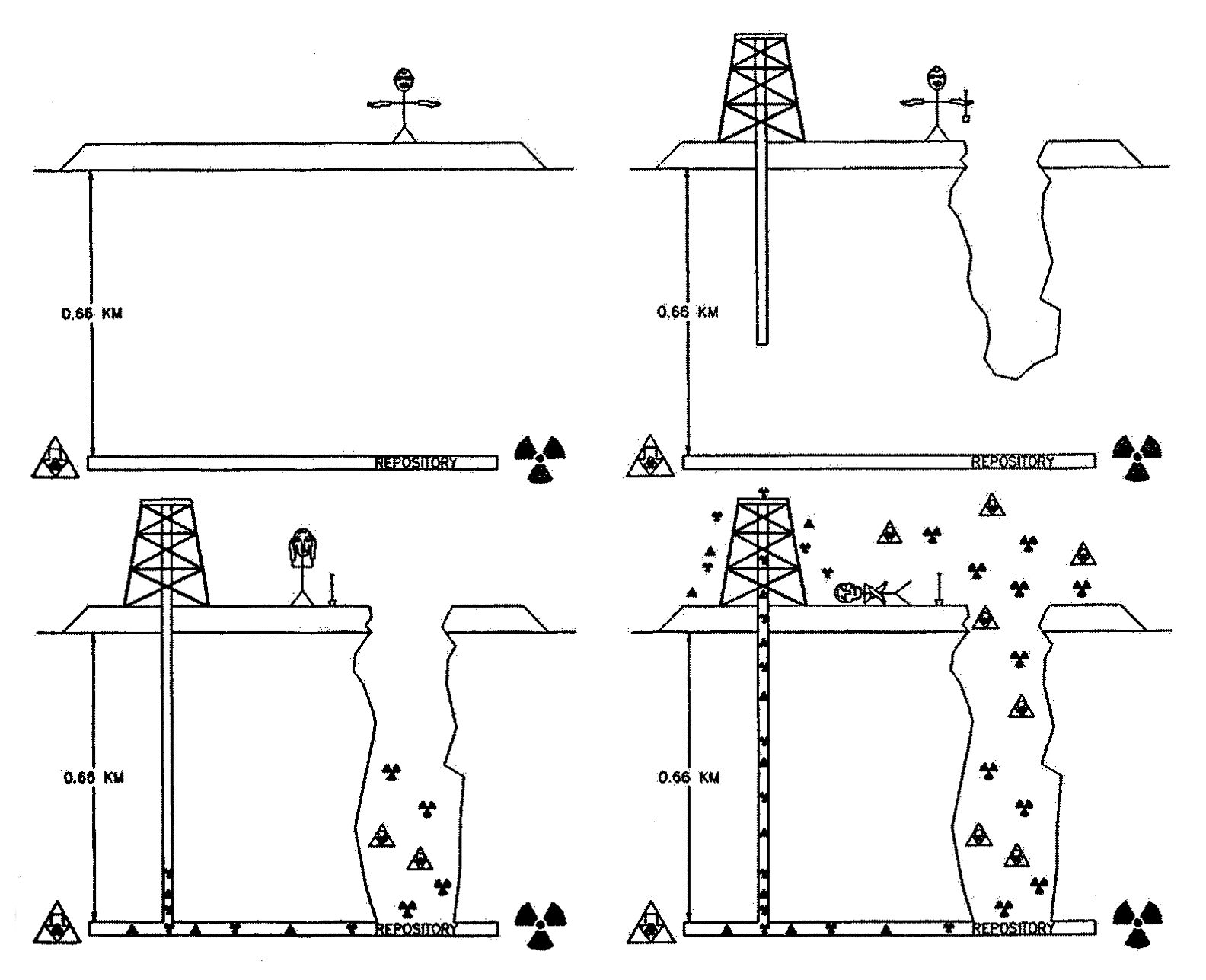
Pictograma propuesto para la Planta Piloto de Aislamiento de Residuos que advierte de los peligros de los residuos nucleares enterrados

Las advertencias por radiación a largo plazo son mensajes intentos de comunicación para disuadir a las personas de que entren en almacenes con residuos nucleares en un futuro lejano, por ejemplo, en más de 10.000 años.
La semiótica nuclear es un campo multidisciplinario de investigación iniciado por la Human Interference Task Force en 1981.
Un informe de la Planta Piloto de Aislamiento de Residuos de Eddy County en Nuevo México (o WIPP) recomendaba que tales mensajes se construyeran a varios niveles de complejidad. Sugirieron que los sitios incluyeran características físicas ominosas, las cuales se comunicarían con los visitantes futuros que el sitio era tanto artificial como peligroso. Además, los sitios proveerían información pictográfica para comunicar algunos detalles del peligro y explanaciones escritas para aquellos capaces de leerlas.
En Europa, el tipo de avisos se basa principalmente en la integración de las instalaciones de eliminación de residuos en la sociedad para que la información sobre su presencia pueda transmitirse de generación en generación.
Into Eternity (A la eternidad) es un documental finlandés sobre cómo el Depósito de combustible nuclear gastado Onkalo ha intentado resolver estos problemas y habla de la problemática al crear un proyecto que deberá mantenerse fuera del alcance de la gente durante miles de años.

## El mensaje
El objetivo de un informe del Laboratorio Nacional de Sandia era comunicar una serie de mensajes de manera no lingüística a cualquier futuro visitante a un sitio de residuos. Dio la siguiente articulación como un ejemplo de que esos mensajes deberían evocar:

Este lugar es un mensaje… y parte de un sistema de mensajes… ¡preste atención!

Enviar este mensaje era importante para nosotros. Nos considerábamos parte de una cultura poderosa.

Este lugar no es un lugar de honor…no se conmemoraba ninguna obra muy estimada aquí.… nada de valor está aquí.

Lo que está aquí era peligroso y repulsivo para nosotros. Este mensaje es una advertencia sobre el peligro.

Este peligro está en una ubicación particular… aumenta hacia un centro… el centro del peligro está aquí… de un tamaño y forma particular, y está debajo de nosotros.

El peligro todavía está presente, en su tiempo, tal como estaba en nuestro.

El peligro es del cuerpo, y todavía puede matar. 

La forma del peligro es una emanación de energía.

El peligro se suelta solo si se altera sustancialmente este lugar físicamente. Es mejor evitar este lugar y dejarlo deshabitado.

El informe de Sandia además recomendó que cualquier mensaje de este tipo conste de cuatro niveles de complejidad creciente:
1. Información rudimentaria: "Algo artificial está aquí."
2. Información de advertencia: "Algo artificial está aquí y es peligroso."
3. Información básica: Explica qué, por qué, cuándo, dónde, quién, y cómo
4. Información compleja: Registros escritos, tablas, figuras, gráficos, mapas y diagramas altamente detallados.

## Mensajes escritos

Diseño propuesto para 'las señales subsuperficiales pequeñas' que se enterrarían aleatoriamente en grandes números por toda la Planta Piloto de Aislamiento de Residuos.

La Planta Piloto de Aislamiento de Residuos ha realizado una extensa investigación en el desarrollo de mensajes escritos o pictóricos para advertir a las generaciones futuras. Puesto que es improbable que los idiomas de hoy sobrevivan, el equipo de investigación ha considerado los pictogramas y la arquitectura hostil para acompañar los mensajes escritos. Se propusieron textos para traducir a todos los idiomas oficiales escritos de la ONU. En 1994, mensajes de los Niveles II, III y IV en inglés se tradujeron al francés, español, chino, árabe, ruso y navajo, con planes de continuar las pruebas y revisión del texto original en inglés y cualquier traducción subsiguiente a otros idiomas.

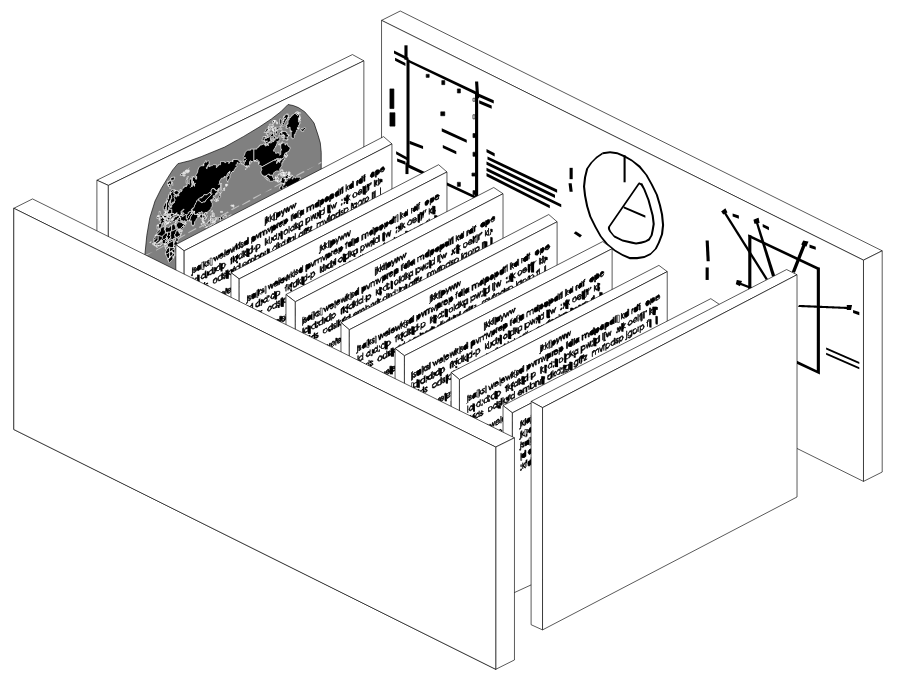
Diseño de un centro de información a la Planta Piloto de Aislamiento de Residuos

Los diseños conceptuales para La Planta Piloto de Aislamiento de Residuos incluía un "Centro de información" en el centro geográfico del sitio.El edificio sería una estructura abierta de granito o concreto sólido, que mediría 12.2 por 9.8 por 3.0 metros y contendría mensajes del Nivel IV. Los planes incluían una sugerencia que el edificio se diseñe para crear un silbido "disonante y triste" cuando el viento sople, lo que actuaría como un mensaje del Nivel I.
Cuando laHuman Interference Task Force en 1981, Vilmos Voigt de la Universidad Eötvös Loránd (Budapest) propuso la instalación de señales de advertencia en los idiomas globales más importantes en un patrón concéntrico alrededor de cualquier ubicación de terminal de almacenamiento. Con el paso del tiempo, otras señales se añadirían para traducir las señales anteriores, con las anteriores permaneciendo en su lugar.

## Descripción de la señal

Señal de aviso de radiación de ISO.

La actual señal que advierte de material radiactivo fue lanzada por el Organismo Internacional de la Energía Atómica (OIEA), agencia que depende de la ONU, la cual es más llamativa que la anterior. Es un triángulo de fondo rojo y borde negro, en cuyo interior hay una calavera, una persona corriendo y emisiones radiactivas.